# Peter Barthelmey
Peter Barthelmey (* 1945; † 22. Dezember 2019 in Marburg) war ein deutscher Bundesliga-Handballspieler und -trainer, der auch in der Nationalmannschaft zum Einsatz kam.
Barthelmey wuchs im nordhessischen Fritzlar auf, legte 1964 das Abitur an der dortigen König-Heinrich-Schule ab und begann danach an der Philipps-Universität in Marburg das Studium zum Gymnasiallehrer. Nach Abschluss seines Studiums wurde er Gymnasiallehrer für Englisch und Sport in Marburg, zuletzt ab 1981 als Oberstudienrat.
Barthelmey war sportlich vielseitig begabt und gewann 1964 zusammen mit Jörg Hein und Gernot Friese im Berliner Olympiastadion die deutsche Hochschulmeisterschaft im Mannschafts-Fünfkampf der Leichtathletik. Sein Hauptinteresse galt jedoch dem Handball. Er schloss sich dem TV Hüttenberg an, mit dem er 1972/73 unter Trainer Rudolf Spengler in die damals noch zweigleisige Bundesliga aufstieg.
Im Verlauf der Saison 1977/78 wurde er als Spielertrainer Nachfolger von Burkhart Prinz beim TSV Jahn Gensungen, den er zum Aufstieg in die Bundesliga führte. Obwohl man ihm zunächst für die folgende Saison das Traineramt angeboten hatte, wurde er noch im Mai 1978, auch für die Mannschaft überraschend, wieder durch Burkhart Prinz ersetzt. Zur Spielzeit 1979/80 wurde er, als Nachfolger von Rudolf Spengler, Trainer beim TV Hüttenberg und erreichte mit der Mannschaft Platz vier der Bundesliga. In der nächsten Saison geriet Hüttenberg allerdings in Abstiegsnöte und Barthelmey wurde durch Rudolf Spenglers Sohn Horst Spengler, Kapitän der deutschen Weltmeistermannschaft von 1978, als Spielertrainer ersetzt.
Barthelmey widmete sich in der Folge mehr und mehr dem Tennis, dem seine damalige Ehefrau Inge, geb. Kleinlogel, ebenfalls Gymnasiallehrerin, schon seit ihrer frühen Jugend eng verbunden war. Er verstarb nach langer, schwerer Krankheit am 22. Dezember 2019 in Marburg.